# Friedrich Wilhelm Weber
Friedrich Wilhelm Weber, född 25 december 1813 Alhausen i Westfalen, död 5 april 1894 i Nieheim, var en tysk skald.
Weber praktiserade en längre tid som läkare och översatte dikter från Alfred Tennyson och Esaias Tegnér men skrev även egna dikter. Mest bekant är hans westfaliska epos "Dreizehnlinden" från 1878 som är en av efterföljarna till Tegnérs "Fritjofs saga" och Josef Victor von Scheffels "Ekkehard".
Webers katolska natur och hans kärlek till hembygden präglade hans dikter.